# Dragana Stanković
Dragana Stanković (in serbo Драгана Станковић?; Ljubovija, 18 gennaio 1995) è una cestista serba.

## Carriera
È stata selezionata dalle San Antonio Stars al terzo giro del Draft WNBA 2015 (30ª scelta assoluta).
Con la Serbia ha disputato due edizioni dei Giochi olimpici (Rio de Janeiro 2016, Tokyo 2020), i Campionati mondiali del 2022 e tre dei Campionati europei (2017, 2019, 2023).